# Afrohelotina africana
Afrohelotina africana is een keversoort uit de familie Helotidae. De wetenschappelijke naam van de soort is voor het eerst geldig gepubliceerd in 1884 door Olliff.